# 久米島空港
久米島空港（くめじまくうこう、英: Kumejima Airport）は、沖縄県島尻郡久米島町（久米島）にある地方管理空港である。

## 概要
年間利用客数は、合計257,311人（2019年度）。沖縄県内では那覇空港、石垣空港、宮古空港に次いで4番目に多い。

## 利用者数
元のウィキデータクエリを参照してください.

## 沿革
- 1963年 - 琉球列島米国民政府によって建設される
- 1965年 - 民間航空の運航が開始される
- 1968年 - YS-11型が就航する
- 1972年 - 滑走路を1,200mに延伸する
- 1977年 - 滑走路1,200mにて供用を開始する
- 1997年
  - 2月 - ターミナルビル運営会社の「久米島空港ターミナルビル」を設立する
  - 7月 - 滑走路2,000mに延伸し供用を開始する。これによりジェット旅客機の発着が可能となり、ボーイング737型が就航するとともに、東京直行便（夏季限定）も同時就航
  - 11月 - 琉球エアーコミューター（RAC）が久米島～那覇線に参入。DHC-8Q100型機（39席）にて運航（2017年10月に全機引退[2]）
- 2007年 - 久米島～那覇線にRACのボンバルディアDHC8-Q300型機（50席）が初就航
- 2016年4月 - 久米島～那覇線にRACのボンバルディアDHC8-Q400CC（50席）が初就航
- 2018年1月 - RACのボンバルディアDHC8-Q400CCの導入完了に伴い、ボンバルディアDHC-8Q300型機の運航を終了。この機体の最終営業便はRAC882便

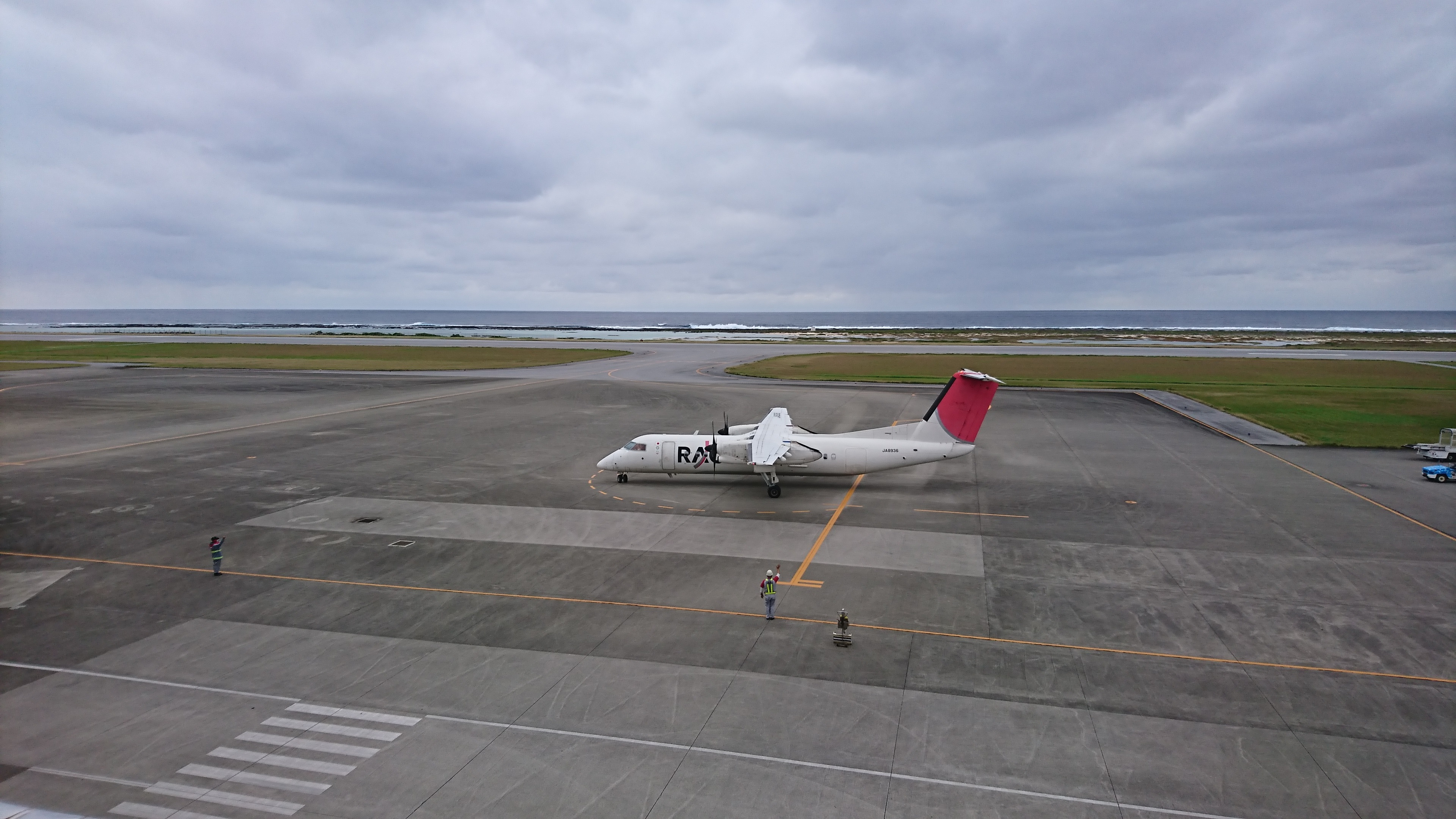
数日後の引退が迫った同空港のDHC-8-Q300（JA8936）／2018年1月27日

## 施設
旅客ターミナルビルの設置および運営は、自治体と運航会社および金融機関・電力会社および地元企業・漁協などが出資した「久米島空港ターミナルビル株式会社」が行っている。

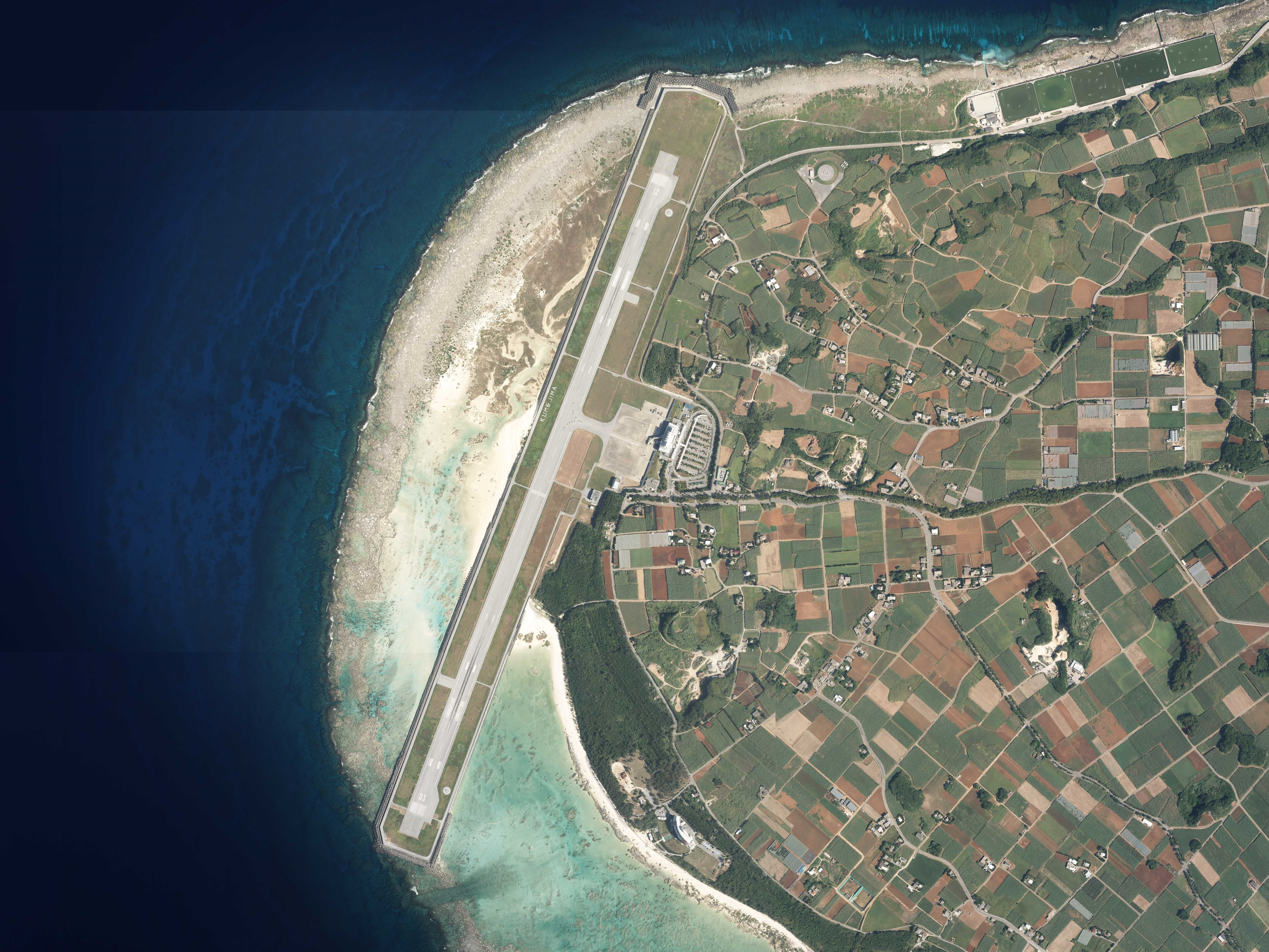
久米島空港周辺の空中写真（2023年）

## 路線
- 日本航空 (JAL)[5]
  - 東京/羽田（夏期季節運航、東京発のみ運航）[6]
  - 那覇空港（夏期季節運航、那覇行きのみ運航）
- 日本トランスオーシャン航空 (JTA)
  - 那覇空港（1往復/日）
- 琉球エアーコミューター (RAC)
  - 那覇空港（6往復/日）

### 主な乗り入れ機材
小型ジェット機が離着陸可能な施設を整えている（スポット最大3機）。

- 日本トランスオーシャン航空 (JTA)
  - ボーイング737-800型機（165席、通常は1日1往復便の運航）

- 琉球エアーコミューター (RAC)
  - ボンバルディアDHC8-Q400CC（50席）

## 交通
※運行本数・所要時間・料金等の詳細は、該当項目や公式サイトなどを参照。
- 久米島町営バス
  - 営業所発着便（イーフビーチホテル・久米アイランド経由）

## ギャラリー

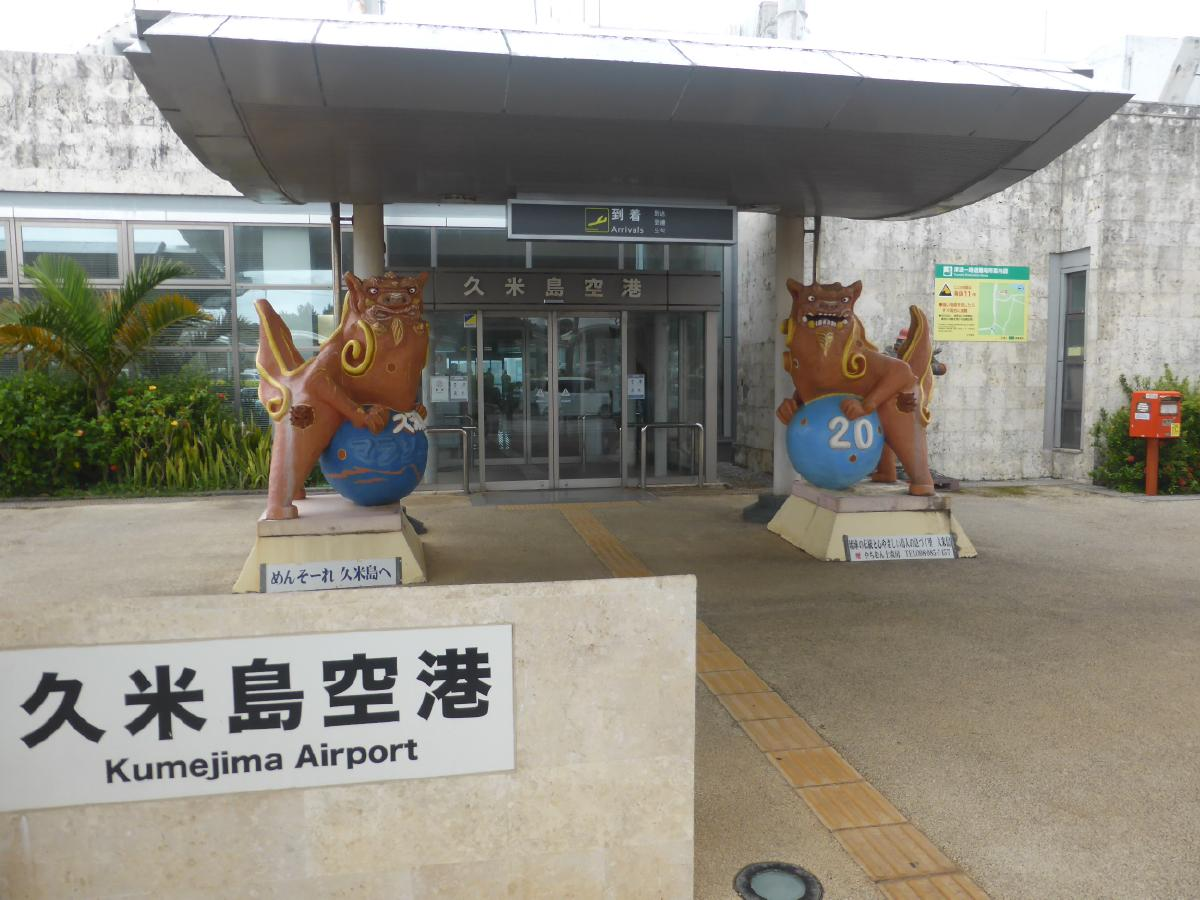
久米島空港到着口
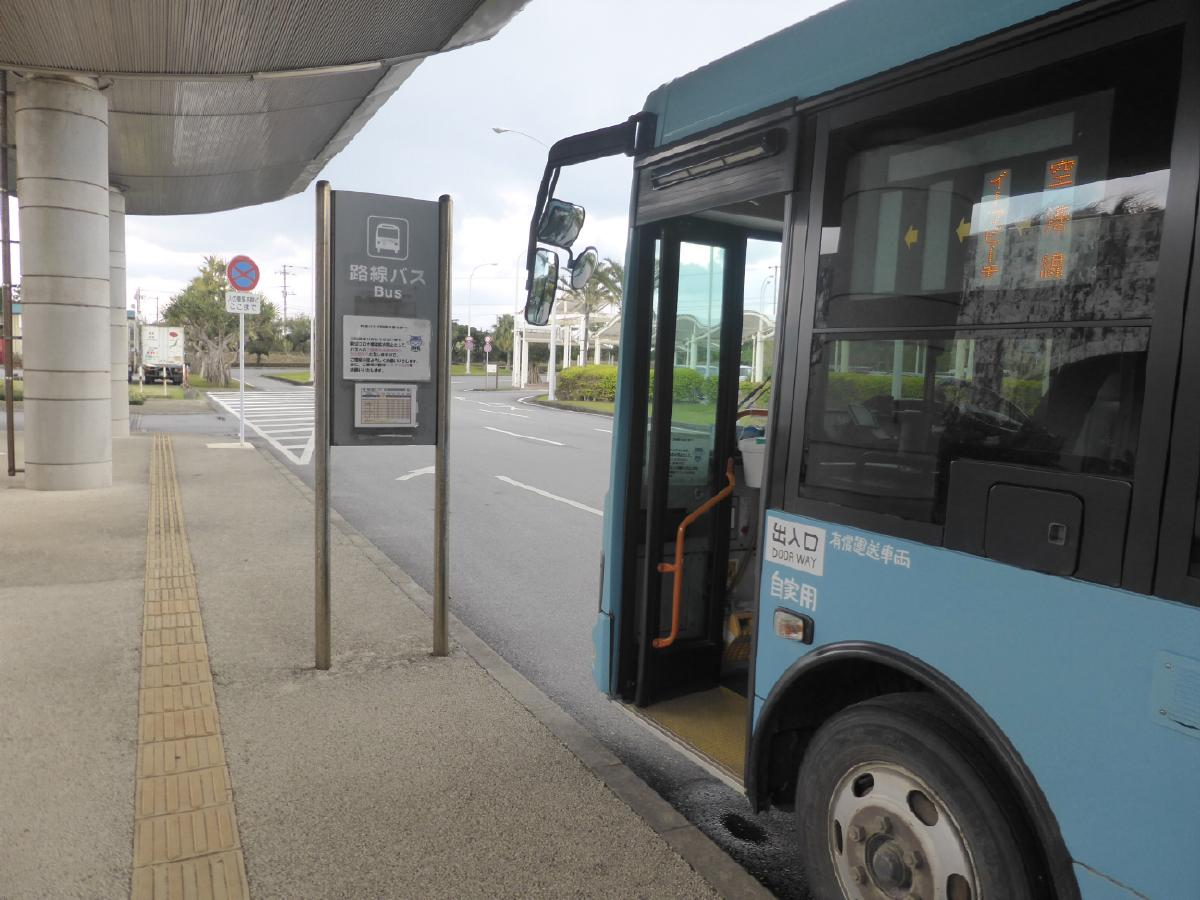
久米島空港 路線バス乗り場
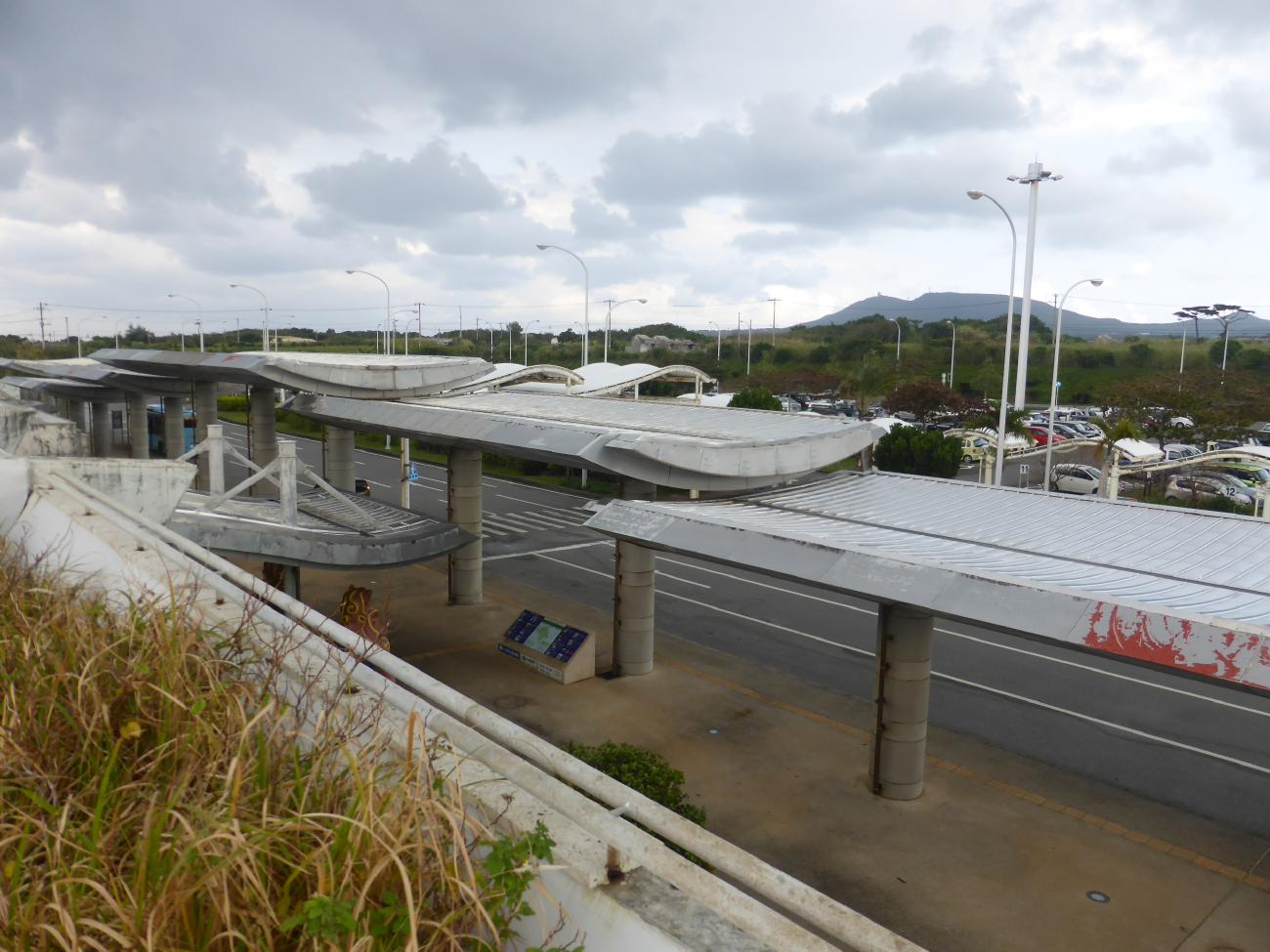
2F展望デッキから駐車場を望む
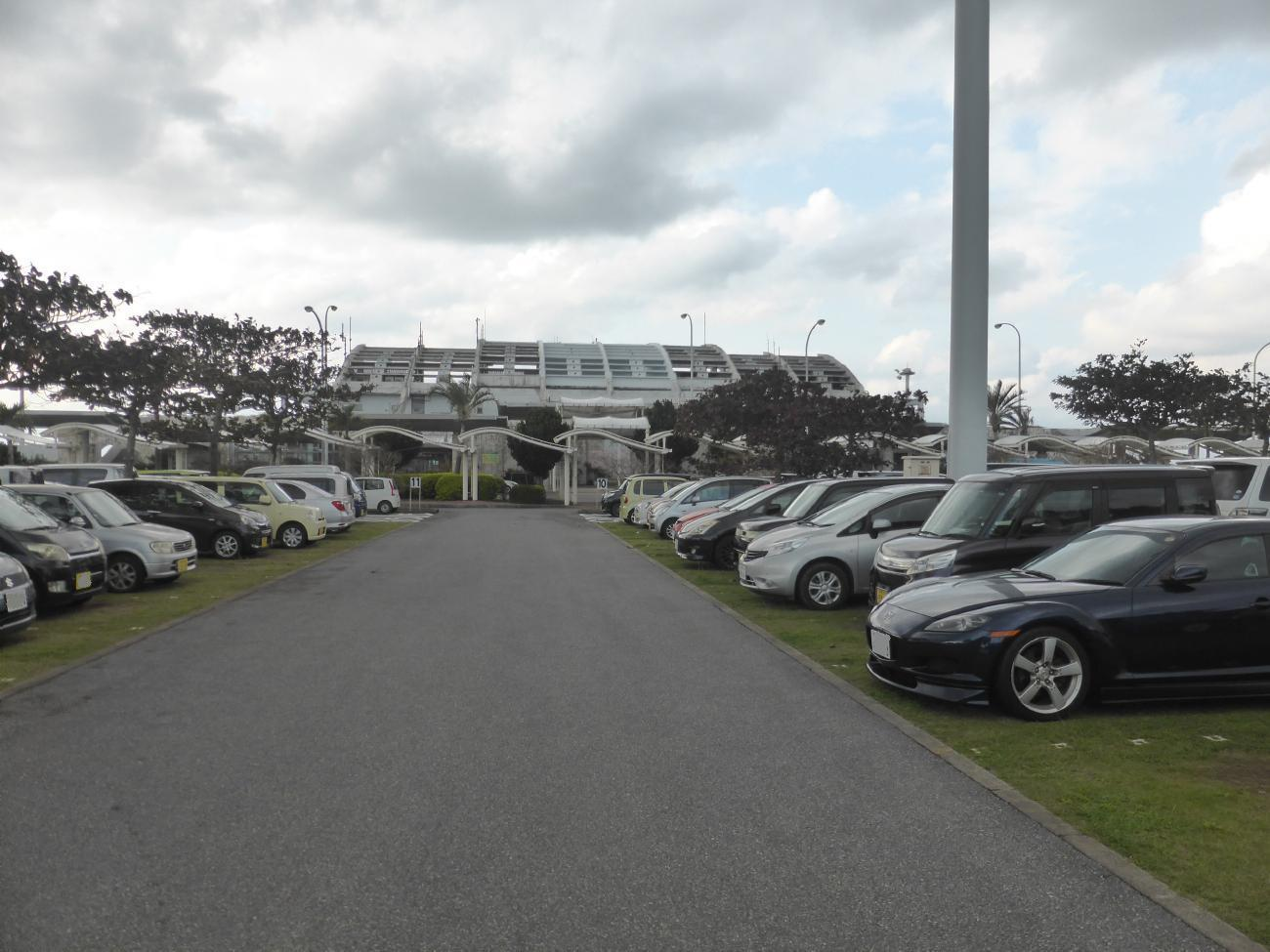
久米島空港駐車場
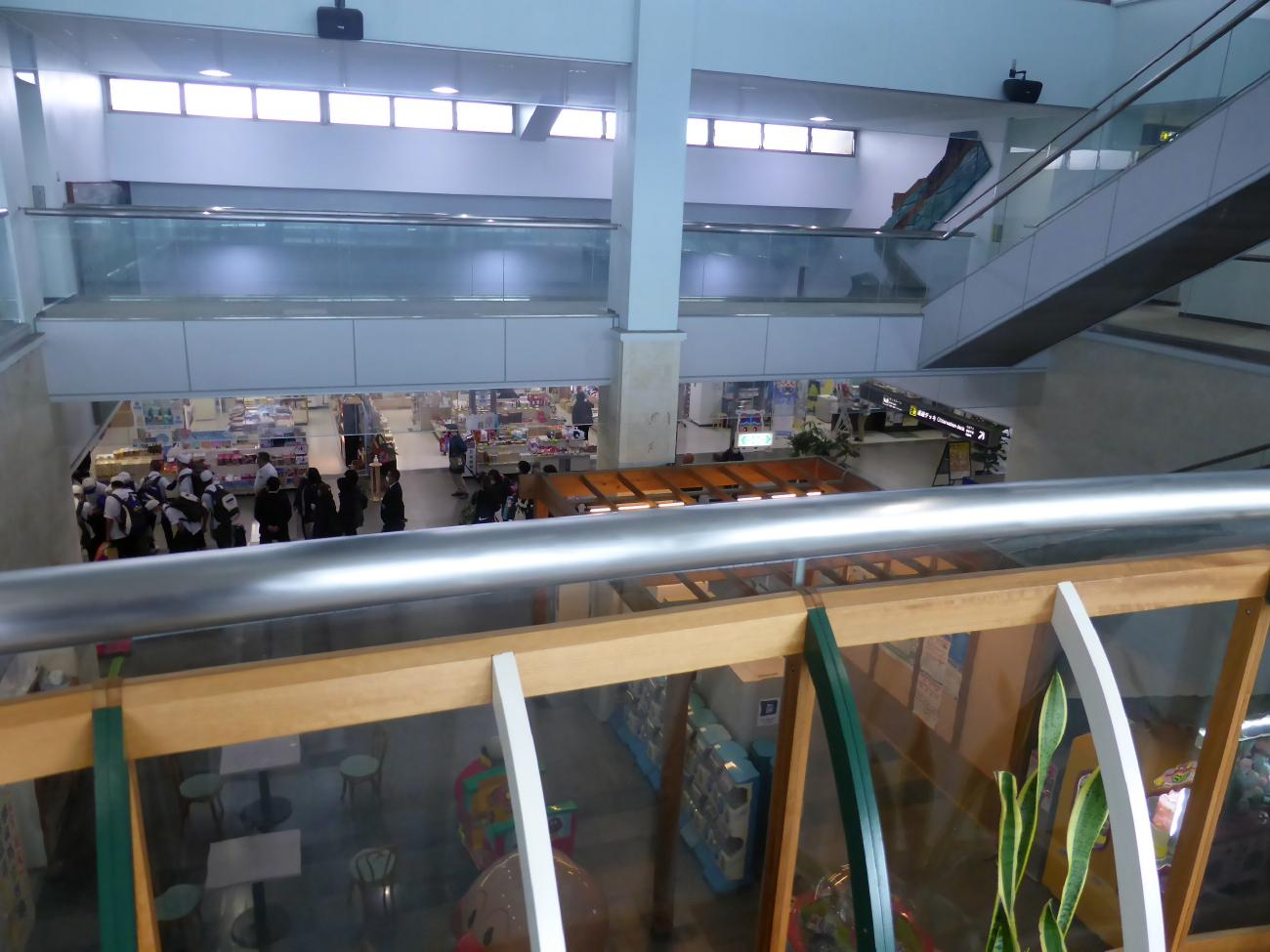
2Fから1Fの土産店を望む
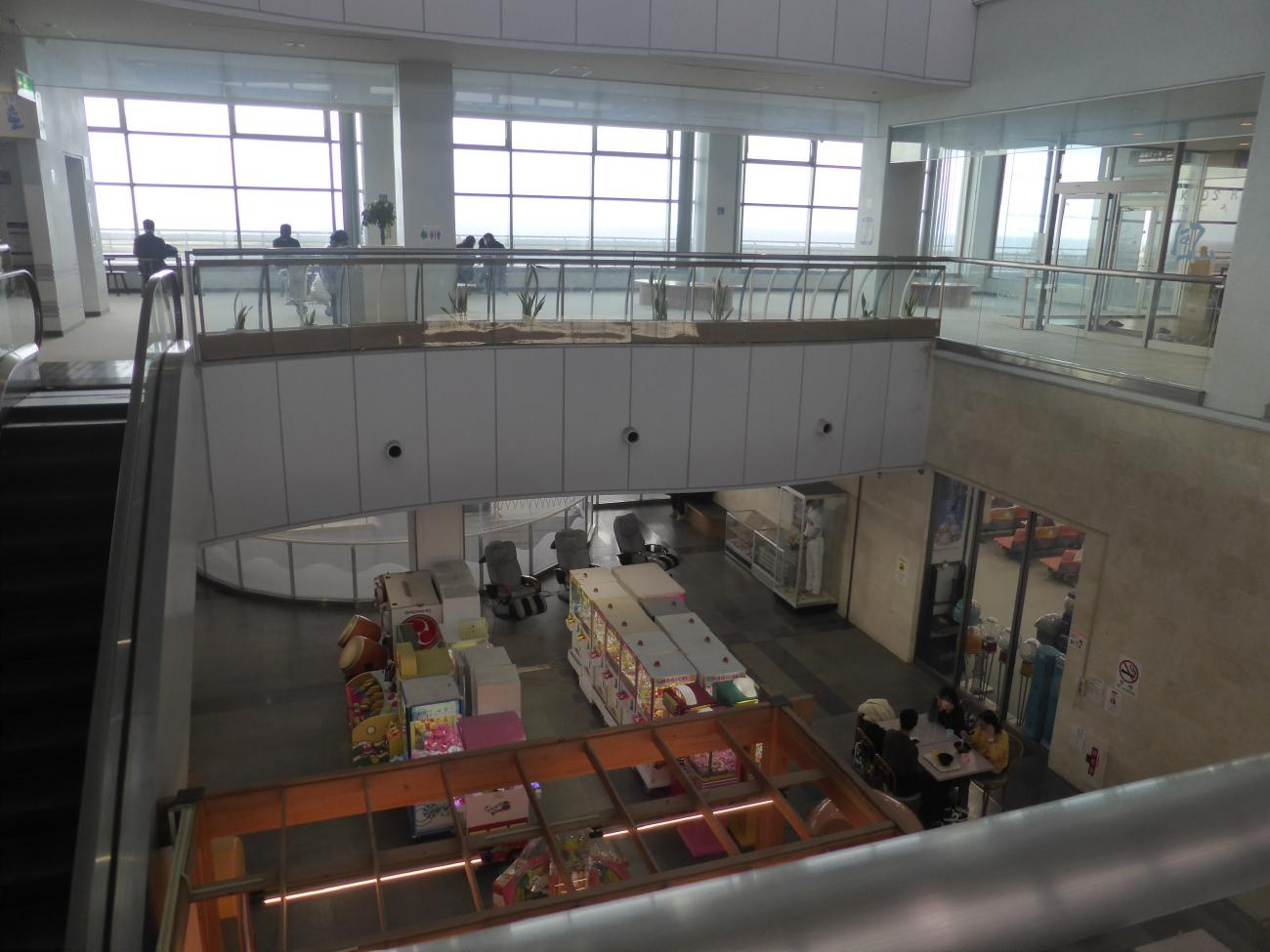
2Fから滑走路方面を望む
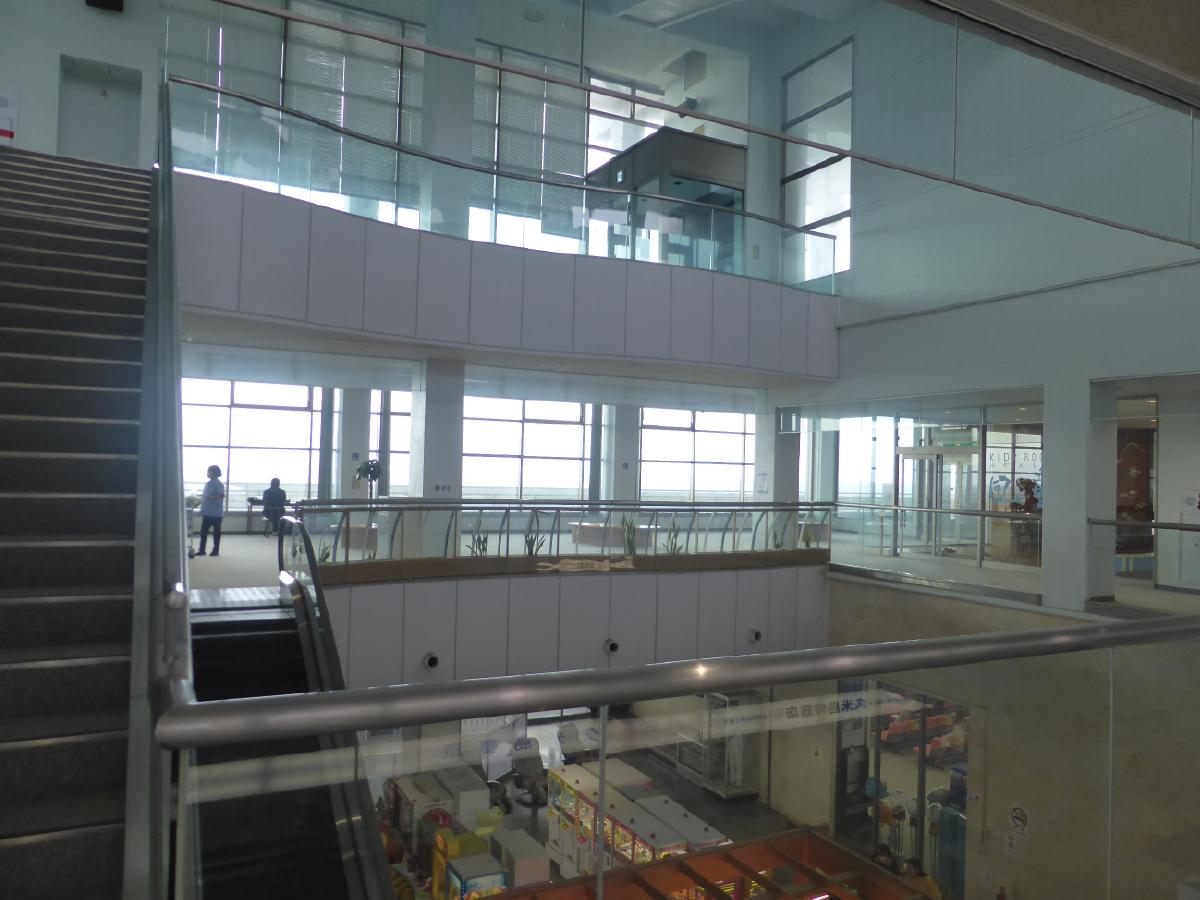
2Fにキッズコーナーがある
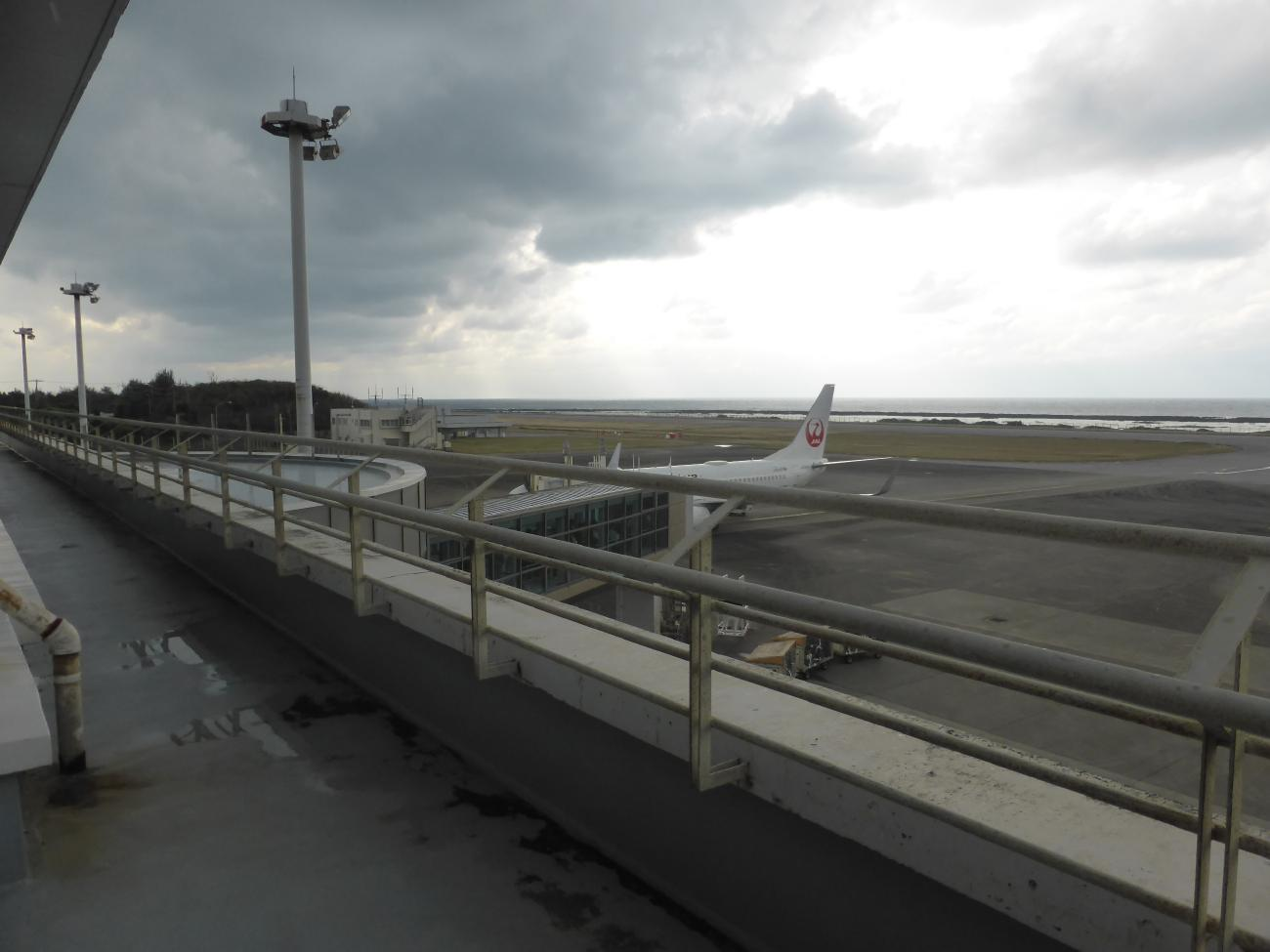
展望デッキからの風景
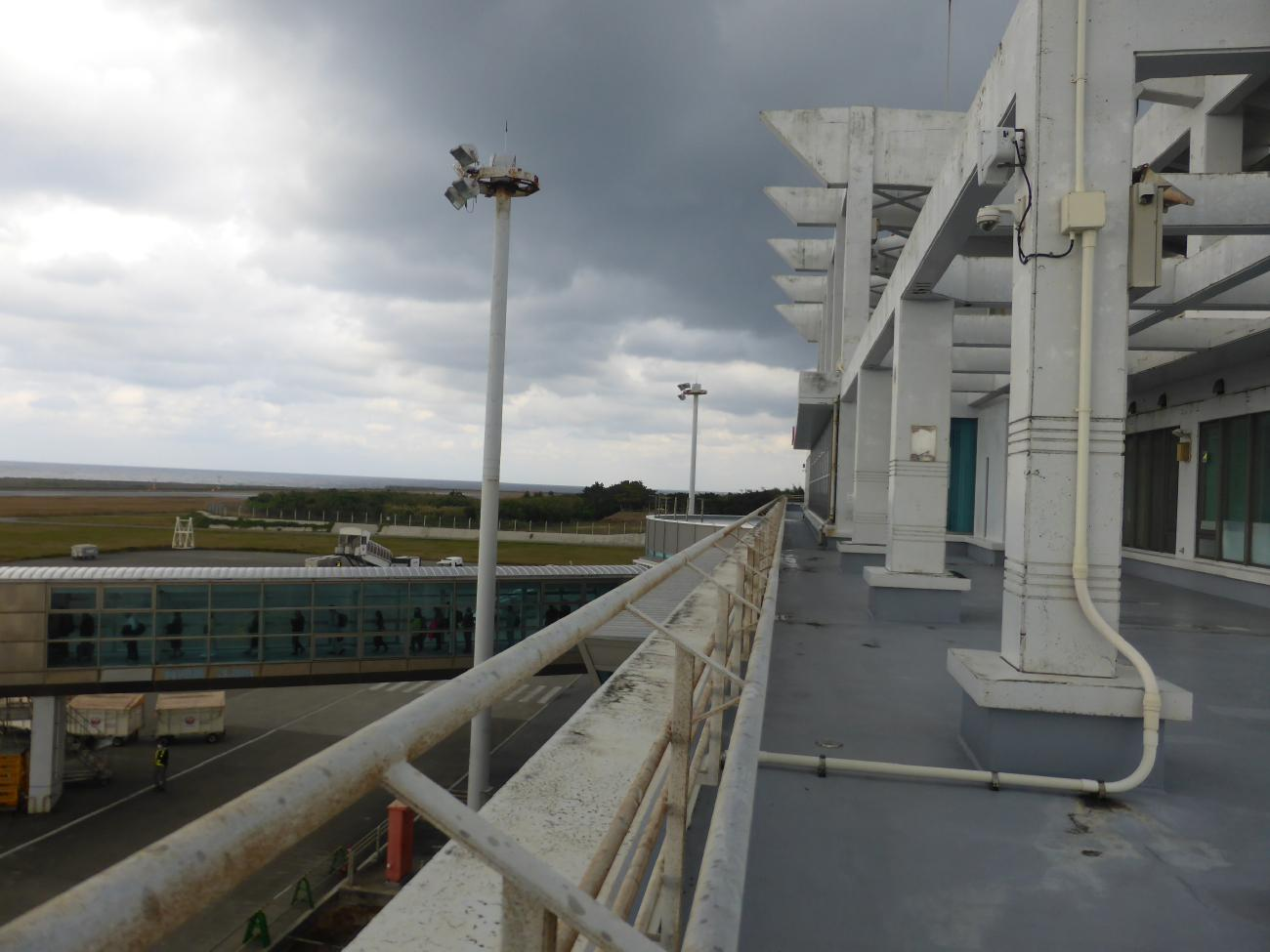
展望デッキから搭乗客と海
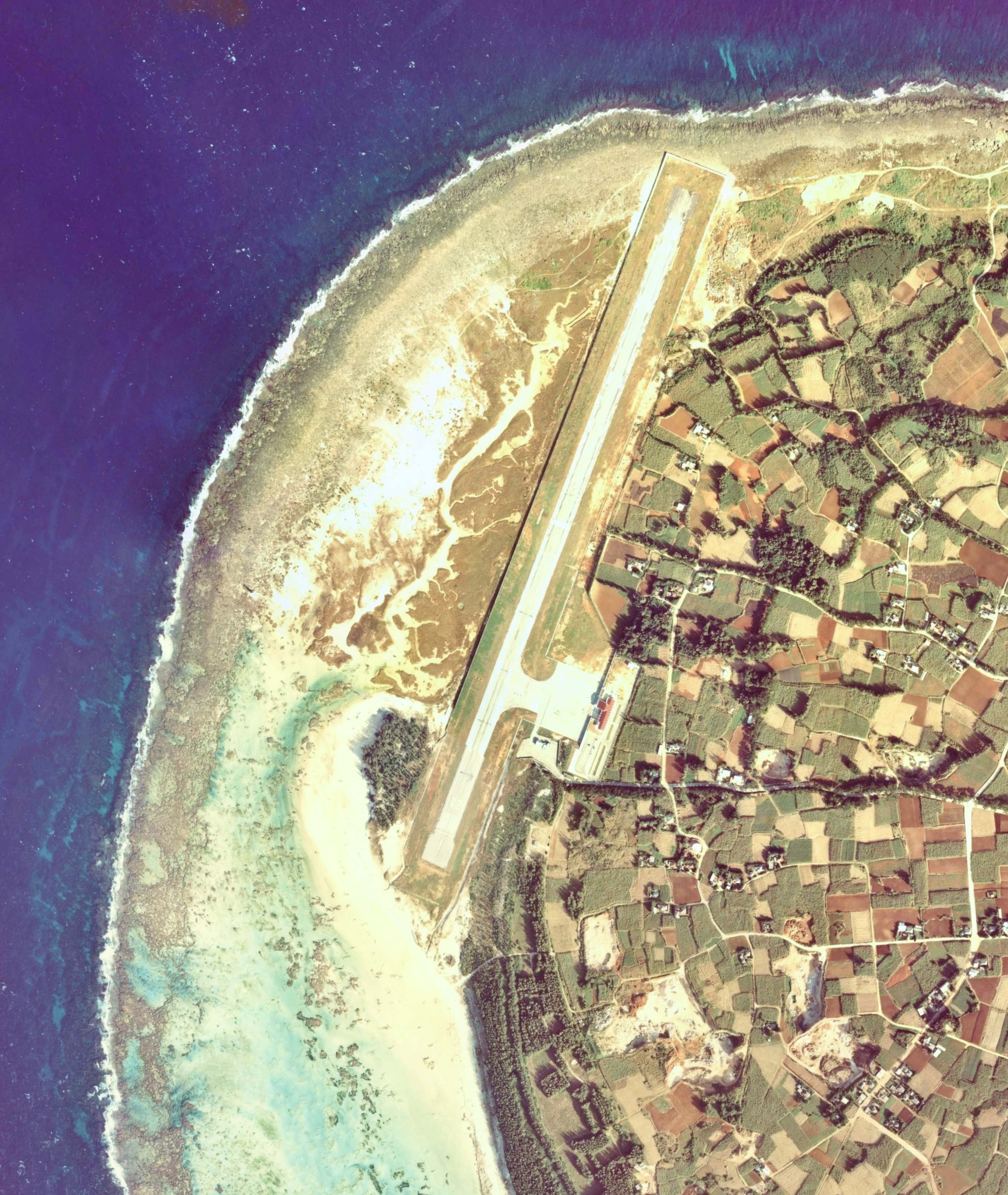
久米島空港付近の空中写真。 滑走路延長1,200mの頃。
国土交通省 国土地理院 地図・空中写真閲覧サービスの空中写真を基に作成。1977年撮影の4枚を合成作成。

## その他
- 久米島VORTAC及びILSが整備されているものの、航空管制上の管理官所は、那覇空港事務所システム運用管理センターである。
- 平成27年（2015年）12月からフジドリームエアラインズによるチャーター便の運航実績あり[7]。